# Prisočka
Prisočka (szerbül: Присочка), falu Bosznia-Hercegovinában, a Bosanska Krajina keleti részén, Kotor-Varoš községben, a Szerb Köztársaságban. 

## Fekvése
A település Bosznia-Hercegovina északi részén, Banja Lukától légvonalban 48, közúton 66 km-re délkeletre, községközpontjától légvonalban 25, közúton 34 km-re délkeletre, a Vrbanja bal partján, 640-1000 méteres tengerszint feletti magasságban fekszik. Valójában falvak és házcsoportok sora a Vrbanja bal oldali mellékfolyói a Ćorkovac és a Čudnići között, a Petrovo Polje lejtőin a Vlasic-hegységben, egy körülbelül 8 km hosszú sávban. Prisočka számos 640-750 méteres tengerszint feletti magasságban fekvő faluból és házcsoportból áll. Mindegyik a Vlasic-hegység lejtőin található. A legnagyobb települések Kovačevići, Tuleža, Lozići, Vrbovo, Zuhrići és Vrevići. Mindegyik helyi utakon kapcsolódik a Kruševo Brdo – Šiprage – Kotor-Varoš regionális úthoz. 

## Népessége
| Nemzetiségi csoport | Népesség 1991 | Népesség 2013 |
| ------------------- | ------------- | ------------- |
| Szerb               | 0             | 0             |
| Bosnyák             | 1394          | 228           |
| Horvát              | 0             | 1             |
| Jugoszláv           | 26            | 0             |
| Egyéb               | 3             | 0             |
| Összesen            | 1423          | 229           |

## Története
A prisočkai régió legnagyobb falvai nagyon régi települések nehezen megközelíthető helyeken, ezért feltételezhető, hogy történetük szorosan kötődik az illírektől napjainkig a Vrbanja völgyében zajló eseményekhez.
A muszlim lakosságú település 1878-ig tartozott az Oszmán Birodalomhoz, ekkor a berlini kongresszus határozata alapján az Osztrák-Magyar Monarchia része lett. 1879-ben az első osztrák-magyar népszámlálás során a Jajcai járáshoz és Imljane községhez tartozó településnek 23 háztartása és 182 muszlim lakosa volt.  1910-ben a Kotor Varoš-i járáshoz és Prisočka községhez tartozó tartozó településen 25 háztartást és 220 muszlim lakost találtak. Prisočka községhez még Crljepovi, Kerle, Paviluk és Šiprage falvak is hozzá tartoztak. A monarchia szétesésével 1918-ban előbb a Szerb-Horvát-Szlovén Királyság, majd 1929-től a Jugoszláv Királyság része lett. 1921-ben a községnek 683 lakosa volt, ebből 675 muszlim és 8 római katolikus volt. Az 1929-es törvény értelmében, amikor Bosznia-Hercegovinát négy banovinára, Drinskára, Vrbaskára, Zetskára és Primorskára osztották, a település a Vrbaska banovina része lett, amelynek székhelye Banja Luka volt. 
Jugoszlávia megszállása után a Független Horvát Állam (NDH) része lett. A második világháború idején a šipragei régió más falvaival együtt Prisočka is aktívan részt vett a nemzeti felszabadítási mozgalomban. Ebből a szempontból települései közül különösen Kovačevići és Lozići tűnt ki. Az AVNOJ második ülésszakának előkészületei során a NOVJ Legfelsőbb Főhadiszállásának egy része, Josip Broz vezetésével Kovačevićiben (amely Petrovo Polje alatti kis faluként van bejegyezve), Husein Kovačević, a Šipragei Helyi Népi Felszabadítási Bizottság egyik tagjának házában volt elszállásolva.
A boszniai háború idején Kovačevići sokáig ellenállt az egykori JNA és szerb (fél)katonai alakulatok túlerejének. A kimerítő csaták után a védők a muszlimok által ellenőrzött területre (Travnik felé) vonultak vissza, és ahogy az összes többi szomszédos falu, Kovačevići is teljesen elpusztult. A boszniai háborút lezáró daytoni békeszerződést követő területfelosztásnál Kotor-Varoš község részeként a Szerb Köztársaság területéhez került. 1996 után a luxemburgi kormánynak és katonáknak, azaz a BELUGA zászlóaljnak (rövidítve: Belgium – Luxemburg – Görögország – Ausztria; az EUFOR-SFOR keretein belül) köszönhetően a Šiprage környéki bosnyák falvak többségét, így Prisočkát is, részben újjáépítették.

## Fordítás
- Ez a szócikk részben vagy egészben  a   Prisočka című bosnyák Wikipédia-szócikk ezen változatának fordításán alapul.  Az eredeti cikk szerkesztőit annak laptörténete sorolja fel. Ez a jelzés csupán a megfogalmazás eredetét és a szerzői jogokat jelzi, nem szolgál a cikkben szereplő információk forrásmegjelöléseként.